# 1174
Évszázadok: 11. század – 12. század – 13. század
Évtizedek: 1120-as évek – 1130-as évek – 1140-es évek – 1150-es évek – 1160-as évek – 1170-es évek – 1180-as évek – 1190-es évek – 1200-as évek – 1210-es évek – 1220-as évek
Évek: 1169 – 1170 – 1171 – 1172 –  1173 – 1174 – 1175 – 1176 – 1177 – 1178 – 1179

## Események
- A II. Henrik angol király elleni felkelés vége, a király bűnbánatot tart Becket Tamás sírjánál.
- Az angolok megtámadják Skóciát, I. Vilmos skót király fogságba esik.
- IV. Balduin jeruzsálemi király trónra lépése.
- Padova városát tűzvész pusztítja el.

## Születések
- Henrik latin császár († 1216)
- Aragóniai Petronella, II. Alfonz aragóniai király anyja

## Halálozások
- július 11. – Amalrik jeruzsálemi király[1] (* 1136)
- október 17. – Petronila aragóniai királynő (* 1135, ur. 1137–1162)
- Andrej Bogoljubszkij vlagyimir-szuzdali fejedelem